# Nikos Hadjinikolaou
Nikos Hadjinikolaou, en griego Νικος Χατζηνικολάου (nacido en 1938), es un historiador del arte griego. De filiación marxista, Hadjinikolaou se ha dedicado principalmente a la sociología del arte. Autor de Historia del arte y lucha de clases (1973), donde expuso su teoría de que las obras de arte reflejan en imágenes la ideología subyacente al artista y al contexto social que la produce. Según Hadjinikolaou, la obra de arte es un instrumento para la lucha de clases.